# 三宅襄
三宅 襄（みやけ のぼる、1897年3月3日 - 1965年12月4日）は、日本の能楽研究家・評論家。
島根県生まれ。本名・石田金一。1917年明治薬学専門学校（現明治薬科大学）卒。山内保の診療所で薬剤業務に従事しつつ演劇評論を書く。1932年から『謡曲界』の編集に携わるかたわら、新聞に能評を書く。『観世』『金剛』の編集を担当、観世流大成版謡本の改訂作業に関与。戦後は能楽協会の設立に従事し、理事兼書記長を務め、機関誌『能』を編集、能楽界の世話役であった。1961年紫綬褒章受勲。

## 著書
- 『能』大日本雄弁会講談社 1948
- 『能演出の研究』能楽書林 1948
- 『能楽入門』創元文庫 1952 角川文庫、1955
- 『観世流謡い方講座』桧書店 1960
- 『能の演出』能楽書林 1975
- 『能の鑑賞講座』全3巻 檜書店 1994-97
- 『観世流謡い方講座 続編』桧書店 1995

### 共著編
- 『能楽芸話』金剛右京談 聞書 桧書店 1971
- 『能楽謡曲芸談集』丸岡大二共編 謡曲界発行所 1940
- 野上豊一郎編『能楽全書』全5巻 改修 創元社 1952-58、のち東京創元社 全7巻